# Acanthodelta praestantis
Acanthodelta praestantis är en fjärilsart som beskrevs av Embrik Strand 1914. Acanthodelta praestantis ingår i släktet Acanthodelta och familjen nattflyn. Inga underarter finns listade i Catalogue of Life.